# Илия Бояджиев
Илия Тодоров Бояджиев е български журналист и политик от БКП.

## Биография
Роден е през 1898 г. в бургаското село Граматиково. Учителства в родното си село. През 1918 г. основава местната горска ТПК. Взема участие в Септемврийското въстание. След него емигрира в СССР. През 1928 г. завършва журналистика в Москва. Завръща се в България, където организира Районния кооперативен съюз в Царево (1929). През 1934 г. става председател на Горския кооперативен съюз. Членува в БРСДП (т.с.) и КПСС. Бил е председател на Националния комитет на българските кооперации и на ЦКС. Издава в. „Горянин“ и е бил редактор на сп. „Кооперативно движение“ и главен редактор на в. „Кооперативен фронт“. От 27 декември 1948 до 24 ноември 1949 г. е кандидат-член на ЦК на БКП. Обвинен е във вражеска дейност и осъден на смърт.
Пише пиесите „Лъч над Странджа“, „Враг“, „Брат и сестра“ и други.
Чичо е на генерал-майора от Държавна сигурност Тодор Бояджиев.